# Distretto di Pampachiri
Il distretto di Pampachiri è un distretto del Perù nella provincia di Andahuaylas (regione di Apurímac) con 2.478 abitanti al censimento 2007 dei quali 690 urbani e 1.788 rurali.
È stato istituito fin dall'indipendenza del Perù.